# Abúlia

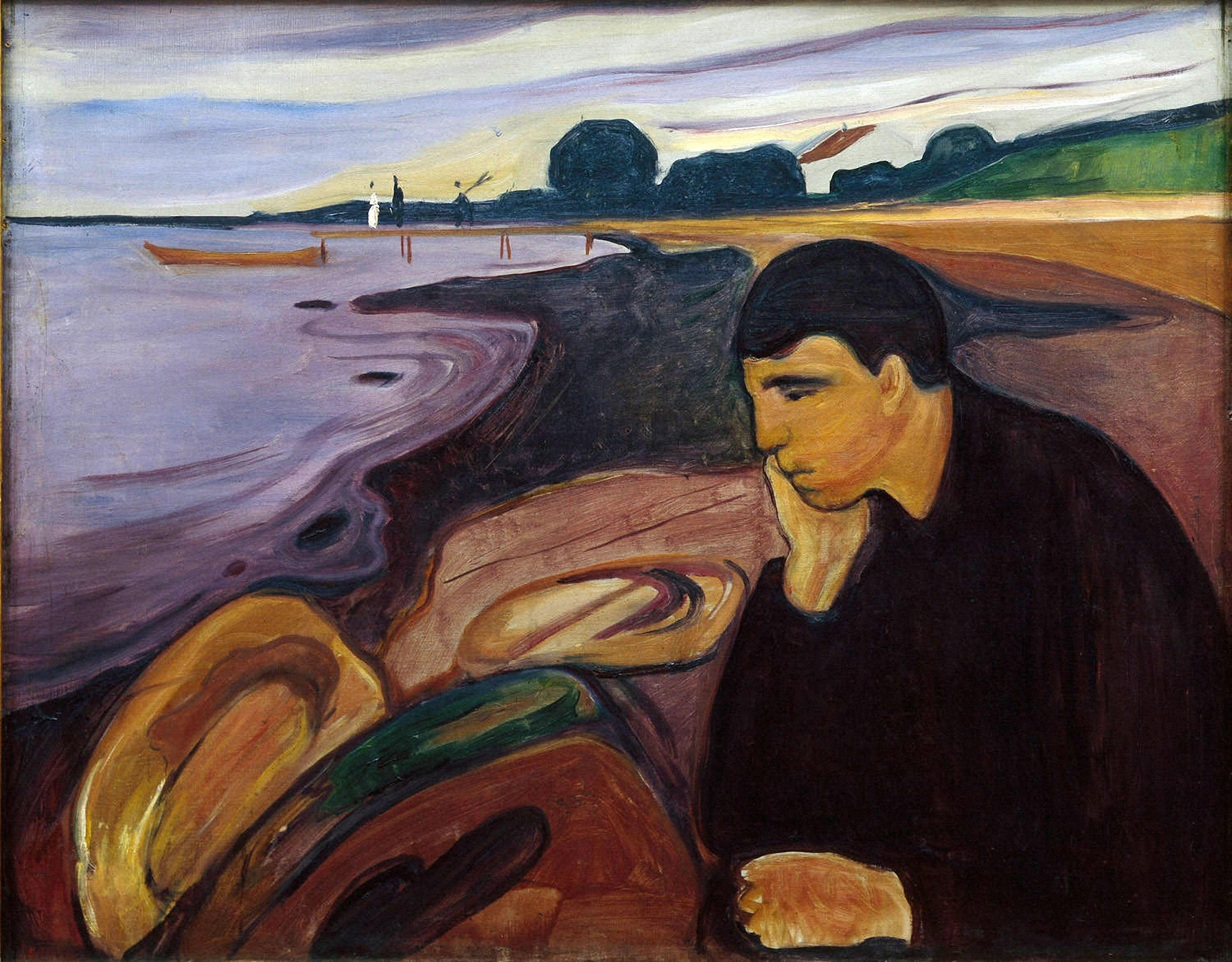
Malenconia d'Edvard Munch.

L'Abúlia, en neurologia, es refereix a la pèrdua o afebliment greu de la força de voluntat i és un dels trastorns de la disminució de la motivació.
Abúlia cau enmig de l'espectre de la motivació disminuïda, amb l'apatia essent menys extrema i el mutisme acinètic més extrem que l'abúlia. Un pacient amb abúlia és incapaç d'actuar o fer decisions de forma independent. Pot variar en gravetat des del subtil fins a l'aclaparador. També és conegut com la malaltia de Blocq (que també es refereix a abàsia o astàsia-abàsia). L'abúlia va ser considerada originalment i continua sent un trastorn de la voluntat.

## Símptomes i signes
L'abúlia ha estat coneguda pels metges des de 1838. Tanmateix, en el temps transcorregut des del seu descobriment, la definició d'abúlia ha estat definida de moltes formes, algunes fins i tot contradictòries amb anteriors. L'abúlia ha estat descrita com una pèrdua d'unitat, d'expressió, de comportament i de veu, amb una desacceleració i latència prolongada de la parla, reducció del contingut del pensament i de la iniciativa espontània.
Els trets clínics més comunament associats amb l'aboulia són:
- Dificultat per iniciar i mantenir moviments a propòsit.
- Reducció o falta de moviment espontani.
- Augment del temps de resposta.
- Passivitat
- Reducció de la capacitat de resposta emocional i espontaneïtat.
- Reducció d'interacció social.
- Reducció d'interès en passatemps habituals.

Especialment en pacients amb demència progressiva, pot afectar l'alimentació. Els pacients poden continuar mastegant o sostenint el menjar amb les seves boques durant hores sense empassar-se'l. Els metges poden utilitzar menjars dolços o salats per proporcionar interès i augmentar la ingesta oral, però sempre s'ha de netejar la boca d'aliments després de cada menjar.